# Murallas de Alicante
Las murallas de Alicante fueron un conjunto defensivo formado por un triple anillo de murallas que protegían la ciudad española de Alicante.
El primer perímetro amurallado tuvo su origen en la antigua medina musulmana de Laqant. Es poco lo que se conoce de estas murallas porque se fueron derribando sus muros a medida que la ciudad crecía y perdían utilidad defensiva. La segunda muralla se construyó y se reforzó entre los siglos XIII y XIV, bajo el dominio de diferentes reyes cristianos (Alfonso X, Jaime II y Pedro IV), para proteger a la población que se había asentado extramuros. El tercer anillo amurallado, el más exterior, se construyó a lo largo del siglo XVI, en el contexto del establecimiento de un nuevo sistema defensivo para la ciudad.
Su derribo comenzó en 1860, dos años después de que Alicante perdiera su condición de plaza fuerte, y permitió la expansión de la ciudad. En la actualidad solo quedan algunos vestigios, siendo los mejor conservados los que se encuentran en la Calle Mayor y el Paseíto Ramiro, que fueron declarados bienes de interés cultural de la provincia de Alicante el 3 de junio de 1996 y el 14 de abril de 1997, respectivamente.

## Muralla islámica
La muralla islámica de Alicante tiene su origen en el siglo VIII, tras la caída de la ciudad de Lucentum y su entorno bajo el dominio islámico. En este periodo, la ciudad comenzó a ser conocida como Laqant o Al-Laqant. Los musulmanes de la época eligieron la ladera del monte Benacantil para establecer su asentamiento principal, una decisión estratégica que les permitió aprovechar la elevación y las características naturales del terreno para la defensa.

### Estructura y características
La muralla islámica se extendía alrededor de la medina musulmana, desde la base hasta la cima del monte Benacantil, donde se situaba la alcazaba. Esta estructura defensiva se encontraba a 167 metros sobre el nivel del mar, lo que proporcionaba una vista privilegiada sobre el territorio y la costa, facilitando la defensa contra invasores tanto por tierra como por mar.
La muralla principal estaba formada por muros sólidos, algunos de los cuales aún se conservan en la zona de la Ereta, ubicada en la falda del Benacantil. La medina contaba con varias puertas de entrada, siendo la más importante la Puerta Ferrisa. Esta entrada principal estaba flanqueada por dos torres imponentes, de las cuales hoy en día solo se conserva una gran columna de roca blanca en la Calle Jorge Juan, que nos da una idea de la magnitud de las torres originales. Además de la Puerta Ferrisa, existía un segundo acceso conocido como el Portal Nou, situado en el extremo opuesto de la muralla. Ambas puertas estaban conectadas por la calle principal de la medina, que en la actualidad corresponde a la Calle Villavieja.
Las torres de vigilancia, como la Torre de la Matanza, la Torre del Mig Almut y la Torre de la Pólvora, reforzaban la defensa de la muralla. De la Torre de la Pólvora se conserva la base poligonal en la Plaza del Puente.

### Función y uso
La muralla islámica desempeñaba un papel fundamental en la defensa de la medina, protegiendo la ciudad de posibles ataques. La alcazaba, situada en la cima del Benacantil, no solo funcionaba como fortificación militar, sino que también se utilizaba como almacén de cosechas. Las torres de vigilancia permitían a los defensores de la ciudad mantener una vigilancia continua sobre los alrededores, lo que incrementaba la eficacia defensiva de la muralla.

### Desarrollo posterior
Con el tiempo, la población de la medina fue creciendo, lo que provocó que la ciudad comenzara a expandirse más allá de los límites de la muralla original. Esta expansión llevó a la creación del arrabal, un nuevo asentamiento justo a la salida de la medina, en el lugar donde actualmente se encuentra el ayuntamiento de Alicante. En este nuevo asentamiento se construyó una segunda mezquita, aunque no se conservan restos de esta estructura en la actualidad.

## Muralla de los s. XIII y XIV
El segundo anillo de la muralla de Alicante fue una expansión defensiva construida tras la conquista cristiana de la ciudad en 1248 por el infante Alfonso de Castilla, quien más tarde se convertiría en Alfonso X el Sabio. Esta nueva estructura surgió como respuesta a la necesidad de proteger la creciente "Villa nova" cristiana, que se desarrollaba en el área anteriormente ocupada por el arrabal musulmán, justo al salir de la antigua medina.

### Contexto histórico
Después de la conquista cristiana, la ciudad comenzó a expandirse más allá de los límites de la antigua medina musulmana, formando un nuevo núcleo urbano conocido como la "Villa nova". Este crecimiento urbanístico demandaba una nueva línea de defensa, especialmente debido a la cercanía del mar y la posibilidad de ataques por esa vía. Así, los castellanos decidieron construir un segundo anillo de muralla que sirviera para proteger tanto la nueva villa como su puerto emergente.

### Estructura y características
El segundo anillo de la muralla se extendía paralelo al mar, utilizando como límite natural el barranco de Canicia, que hoy en día es conocido como la Rambla Méndez Núñez. Este barranco se aprovechaba como un foso natural, que reforzaba la defensa de la ciudad al dificultar el acceso directo de los enemigos a las murallas.
Este segundo anillo incluía, además de los muros defensivos, varias estructuras militares diseñadas para asegurar un control eficaz de los accesos a la ciudad. En la "Ciudad Escondida", un yacimiento arqueológico bajo el actual ayuntamiento de Alicante, se han encontrado restos de esta muralla, en particular junto a la Calle Mayor, que era uno de los principales ejes ortogonales de la ciudad medieval. Estos restos incluyen también un segundo antemuro, que contaba con un Cuerpo de Guardia, una estructura defensiva desde la cual se podía vigilar la entrada a la ciudad desde el mar.

### Desarrollo y ampliaciones
La construcción del segundo anillo de muralla no cesó con el paso del tiempo, sino que se fortaleció y amplió para hacer frente a nuevas amenazas. En 1296, Alicante fue conquistada por Jaime II de Aragón, lo que marcó un cambio en la política defensiva de la ciudad. Se construyó entonces una entrada principal a la ciudad cristiana, que conectaba con el camino hacia Elche, conocida como el Portal de Elche. Aunque de esta puerta no se conservan elementos estructurales, su nombre persiste en la plaza que hoy la conmemora.
Durante el siglo XIV, la ciudad sufrió graves daños debido a la Peste Negra y la Guerra de los Dos Pedros. Estos eventos devastaron tanto la población como las infraestructuras de la villa, incluyendo partes del segundo anillo de murallas. Sin embargo, a medida que la ciudad se recuperaba, se iniciaron obras para reparar y reforzar las defensas. Un ejemplo notable es la restauración de la Torre del Sperò, junto al Portal Nou, en 1376, bajo el mandato de Pedro IV. Esta torre formaba parte del segundo anillo de muralla y era esencial para la defensa del sector norte de la ciudad.

### Importancia estratégica
El segundo anillo de muralla jugó un papel crucial en la protección de Alicante durante su etapa medieval. No solo protegía la ciudad de invasores, sino que también controlaba el acceso a las rutas comerciales marítimas y terrestres, asegurando el crecimiento económico y la estabilidad política de la villa.
Además, la expansión del sistema defensivo reflejaba la importancia creciente de Alicante como un puerto estratégico en la costa mediterránea. Este anillo de murallas, con sus puertas, torres y cuerpos de guardia, no solo sirvió como un baluarte contra las amenazas externas, sino que también simbolizó la consolidación del poder cristiano en la región.

## Muralla del s. XVI
El tercer anillo de murallas de Alicante se construyó en respuesta a la creciente necesidad de protección frente a las amenazas externas que surgieron durante los siglos XVI y XVII. Este periodo fue testigo de un auge en la actividad económica de la ciudad, especialmente en su puerto, lo que atrajo tanto a comerciantes como a piratas. Las incursiones piratas en la costa mediterránea, particularmente las de Barbarroja y sus sucesores, junto con el crecimiento demográfico, hicieron evidente la insuficiencia de las defensas existentes, impulsando la construcción de una nueva muralla.

### Contexto histórico
Entre 1526 y 1557, la situación en Alicante era cada vez más preocupante debido a los ataques piratas y las crecientes tensiones en el Mediterráneo. La población de la ciudad también había aumentado significativamente, con nuevos barrios y comercios desarrollándose fuera del segundo anillo de muralla, cerca del mar. Estas circunstancias llevaron a la decisión de fortalecer las defensas con un tercer anillo de murallas, diseñado para abarcar las nuevas áreas urbanas y asegurar una mayor protección contra las amenazas marítimas.

### Estructura y características
El tercer anillo de murallas fue diseñado para rodear no solo el núcleo original de la ciudad, sino también los nuevos barrios que habían surgido cerca del puerto y a lo largo de la costa. Esta muralla estaba situada frente al mar y extendida hacia el muelle, con el propósito de incluir y proteger los nuevos comercios y actividades portuarias que estaban proliferando en la zona.
Debido a la proximidad entre las nuevas murallas y las ya existentes, se creó un espacio estrecho conocido como "Mur i Mur" (Muro y Muro), donde las dos líneas de defensa estaban separadas solo por unos pocos metros. Esta configuración permitía una defensa en profundidad, lo que significaba que si un enemigo lograba superar la primera línea de murallas, aún enfrentaría una segunda barrera antes de poder ingresar a la ciudad.
El tercer anillo también incluyó la construcción de tres baluartes principales, estructuras fortificadas diseñadas para mejorar la capacidad defensiva de las murallas:
- Baluarte de San Sebastián: Situado cerca del Portal Nou, este baluarte se encargaba de defender uno de los accesos clave al norte de la ciudad. Restos de este baluarte todavía pueden encontrarse en la Calle Villavieja.
- Baluarte de San Bartolomé: Ubicado junto al Portal de Elche, este baluarte protegía la entrada principal al oeste de la ciudad, donde comenzaba el camino hacia Elche.
- Baluarte de San Francisco: Este se encontraba cerca de la Puerta de la Huerta y desempeñaba un papel crucial en la defensa de la parte norte del tercer anillo.

Además de estos baluartes, el tercer anillo contaba con dos torreones conocidos como Nuestra Señora de Montserrat, que flanqueaban la puerta del Mar, proporcionando una defensa adicional en el acceso marítimo a la ciudad. Estos torreones, junto con los baluartes, fueron equipados con artillería de bronce y campanas para alertar rápidamente a la población en caso de ataque.

### Ingeniero y construcción
El diseño del tercer anillo de murallas fue llevado a cabo por el ingeniero Joan Cervelló, quien supervisó la construcción de las nuevas fortificaciones. Su trabajo reflejaba las técnicas avanzadas de ingeniería militar de la época, adaptadas a las necesidades específicas de Alicante como una ciudad portuaria expuesta a las amenazas marítimas.

### Función e impacto
El tercer anillo de murallas no solo mejoró significativamente la capacidad defensiva de Alicante, sino que también permitió a la ciudad continuar su expansión económica y demográfica de manera más segura. Al incluir el puerto y las áreas comerciales dentro de los muros defensivos, el tercer anillo ayudó a consolidar Alicante como un centro comercial clave en el Mediterráneo.
Este sistema defensivo también se destacó por su capacidad para integrar las innovaciones militares de la época, como la artillería, que era crucial en la defensa contra los ataques navales. Los baluartes y torreones no solo servían para repeler a los atacantes, sino que también aseguraban que cualquier intento de asedio se enfrentara a una defensa organizada y bien equipada.